# Cold Shoulder
«Cold Shoulder» — третій сингл дебютного студійного альбому британської соул-співачки Адель — «19». Сингл вийшов 21 квітня 2008.

## Список композицій
Великобританський CD-сингл / 7" грамофонна платівка
1. "Cold Shoulder" — 3:15
2. "Now and Then" — 3:24

Міні-альбом із реміксами від iTunes
1. "Cold Shoulder"
2. "Cold Shoulder" (Basement Jaxx Classic Edit)
3. "Cold Shoulder" (Basement Jaxx Classic Remix)
4. "Cold Shoulder" (Basement Jaxx DuBB)
5. "Cold Shoulder" (Rusko Remix)
6. "Cold Shoulder" (Out of Office Remix)

## Чарти
Тижневі чарти
| Чарт (2008)                                                             | Позиція |
| ----------------------------------------------------------------------- | ------- |
| Бельгія (Фландрія) (Ultratop)                                           | 3       |
| Бельгія (Валлонія) (Ultratop)                                           | 19      |
| Європейський Союз (Eurochart Hot 100 Singles) (Billboard/Music & Media) | 61      |
| Нідерланди (Dutch Top 40) (MegaCharts)                                  | 28      |
| Нідерланди (Single Top 100) (MegaCharts)                                | 68      |
| Шотландія (Official Charts Company)                                     | 29      |
| Велика Британія (UK Singles Chart) (Official Charts Company)            | 18      |

## Історія релізів
| Країна            | Дата           |
| ----------------- | -------------- |
| Велика Британія   | 28 квітня 2008 |
| Європейський Союз | 16 червня 2008 |